# 안길
안길(安吉, 1907년 ~ 1947년 12월 13일)은 조선민주주의인민공화국의 독립운동가이다.
1907년 함경북도 경원군(새별군)에서 출생하였다. 1926년 용정에서 대성학원에 입학하였으나 3년 만에 중퇴하고 해성학교에서 교원생활을 하였다. 1927년 조선공산당 만주총국에 입당했다. 1931년 ~ 1932년 추수, 춘황투쟁에 참가했다. 1932년 중국공산당에 입당했다. 1934년부터 항일무장투쟁에 참가하여 동북항일연군 제1군 제4연대 정치주임을 역임하였다. 1937년에 제2방면군 제14단 정치주임을 역임하였으며 1938년 제3방면군 참모장이 되었다.
해방 이후 조선민주주의인민공화국에 입국하여 조선공산당의 지방 조직 건설에 참여하였으며 조선공산당 북조선분국 위원, 평안남도당 책임비서를 역임하였다. 1946년 7월 보안간부훈련대대부의 온상인 평양학원 창설 당시 원장으로 취임하였다. 동년 9월에는 보안간부훈련대대부 참모장을 역임하였고 1947년 12월 13일 사망하였다. 조선민주주의인민공화국 정부에 의해 공화국 영웅칭호와 국기훈장 1급을 수여받았다.